# Attack Surface
Attack Surface (Superfície de Ataque) é um romance de ficção científica do autor canadense Cory Doctorow com publicação prevista para outubro de 2020. Em Attack Surface Doctorow leva o leitor ao futuro, para um mundo onde tudo está conectado e todos estão vulneráveis, voltando ao mundo de Little Brother e Homeland.  Seria bom ler esses dois livros primeiro, mas não é necessário.  O principal conflito do romance ocorre dentro de Masha. Ela gosta de manter seus mundos e pessoas em diferentes compartimentos. Quando esses compartimentos começam a colidir, ela precisa decidir que tipo de pessoa ela é e quem ela ajudará.

## Enredo
Attack Surface está escrito na narrativa da primeira pessoa contada a partir da perspectiva de Masha, que é um personagem dos dois primeiros livros. A linha do tempo salta e ajuda a preencher o leitor sobre os eventos dos dois primeiros romances.
Depois de dez anos na indústria de tecnologia, Masha é muito boa em seu trabalho. As empresas de tecnologia de vigilância pagam à Masha muito dinheiro para usar telefones celulares, torres de celular e todo tipo de tecnologia para espionar bandidos. A habilidade especial de Masha é poder coletar toneladas de dados e interpretar as informações para criar cascatas de informações. Ela sabe como todos estão conectados.
Masha trabalha para a Xoth Intelligence, uma empresa da InfoSec que aprimora a capacidade do Ministério do Interior da Eslováquia de espionar as telecomunicações de seus cidadãos com um software de ponta. Masha, sai à noite e ajuda os espiões durante o dia de trabalho. Ela ensina a esses novos amigos como evitar serem detectados. Eventualmente, o objetivo de seu trabalho chega mais perto de casa e de seus amigos.  Quando seus alvos eram estranhos em estados policiais distantes, era fácil compartimentar, ignorar os danos colaterais de assassinato, estupro e tortura. Mas quando chega perto de casa, e os truques e façanhas que ela inventou são direcionados a seus amigos e familiares - incluindo o garoto Marcus Yallow, sua antiga paixão e archrival e sua comitiva de idealistas ingênuos - Masha percebe que tem que escolher .
O livro tenta terminar com uma nota esperançosa de que o mundo pode ser mudado, que essa pessoa que fez tanto mal aos outros pode desenvolver uma consciência e mudar a si mesma, e que política e tecnologia devem trabalhar em conjunto para afetar as boas mudanças. Mas no final, senti mais fortemente o lado mais cínico de Masha. Mesmo que boas regulamentações e proteções sejam aprovadas e revisadas, o dinheiro ainda fala, a maioria das pessoas ainda tem um preço que comprará seu apoio ou seu silêncio, até mesmo abdicando de direitos e liberdades por uma sensação de segurança.